# مرسمة الضغط الجوي
مرسمة الضغط الجوي أو راسم الضغط الجوي هو مقياس ضغط جوي يسجل الضغط الجوي ساعة بساعة بطريقة آلية على صورة منحنى بياني.

## المخطط
مخطط الضغط الجوي Barogram هو المخطط الذي يرسمه مسجل الضغط الجوي على الورقة المليمترية الملفوفة على اسطوانة المسجل ممثلاً للتغيرات المستمرة التي تحدث في الضغط.

## المصدر
- المعجم الجغرافي المناخي